# Escuela de Nóvgorod

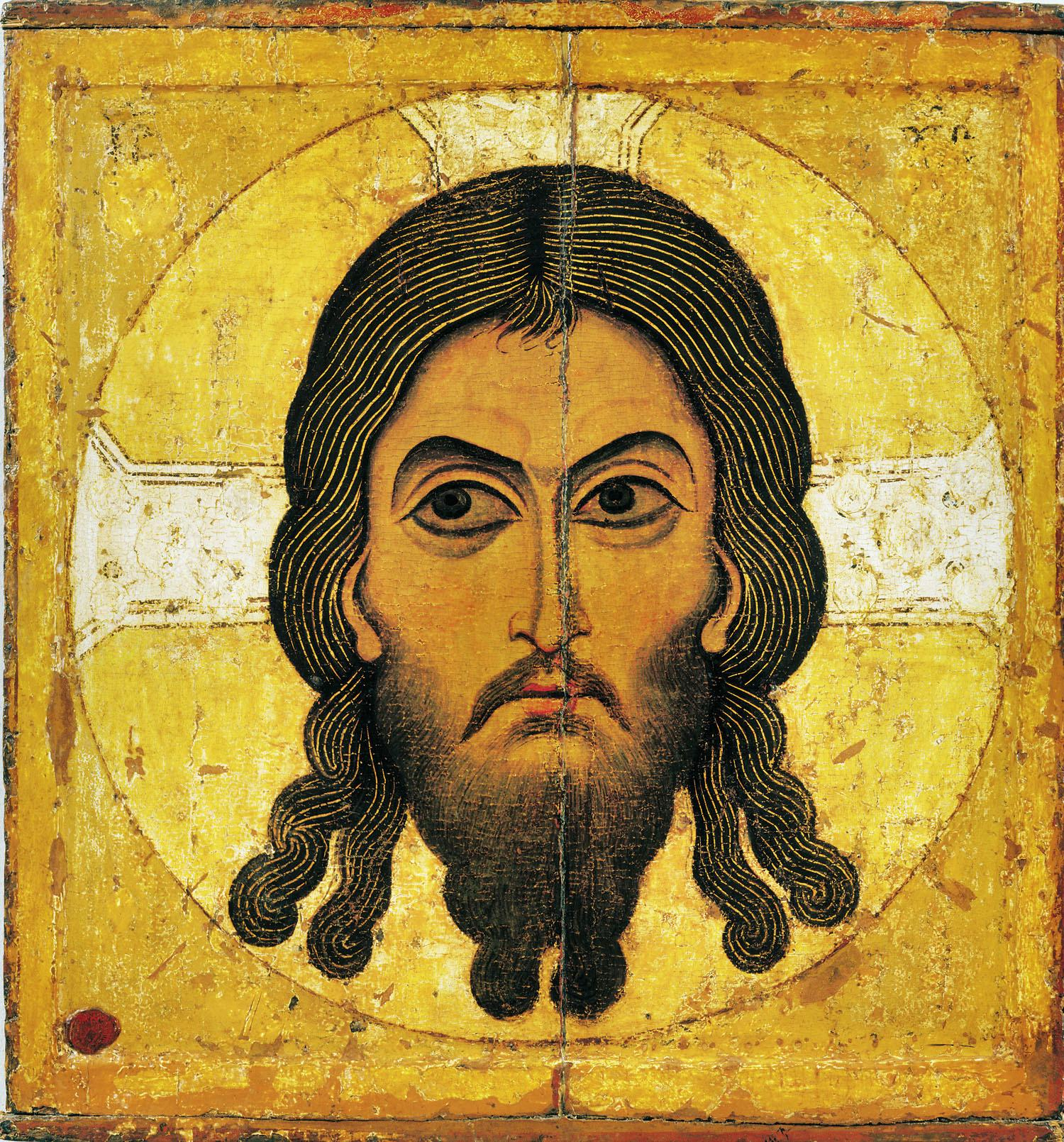
Cristo Aqueiropoyetos (realizado sin manos). Icono ruso de la escuela de Nóvgorod (alrededor del año 1100).

La escuela de Nóvgorod es una escuela rusa destacada por sus iconos y pinturas murales activa desde el siglo XII hasta el siglo XVI en Nóvgorod. Durante esta época, los artistas rusos conservaron las tradiciones bizantinas, influidos por Teófano el griego, que se convirtió en el marco del arte ruso posterior.
Nóvgorod era un centro económico y cultural en la Rusia de los siglos XIII y XIV, cuando la mayor parte del resto del país estaba ocupado por los mongoles. Los artistas novgorodianos conservaron las tradiciones bizantinas que formaron la base del arte ruso, pero introdujeron colores más ligeros y brillantes, formas más planas, y suavizaron los tipos faciales, y con un uso creciente de líneas graciosas y rítmicas para definir la forma. Hasta principios del siglo XIV, la actividad artística estuvo dominada por la pintura mural. Un nuevo impulso artístico fue proporcionada por la introducción del iconostasio. Cuando los iconos se mostraban juntos en el iconostasio más que repartidos por las paredes de la iglesia, exigían una impresión de conjunto coherente, que se lograba mediante líneas fuertes y rítmicas y armonías de color. Las figuras asumían una forma alargada que se convirtió en el prototipo del arte ruso.
Dos maestros griegos tuvieron particular importancia en el desarrollo de la escuela de Nóvgorod en el siglo XIV, ambos mencionados por su nombre en las crónicas: «el griego Isaías y sus compañeros» quien pintó los frescos de la Iglesia de la Entrada en Jerusalén en 1338 y Teófano el griego, quien decoró la Iglesia de la Transfiguración del Salvador con frescos en 1378.
En el siglo XVI, el liderazgo artístico pasó a la escuela de Moscú.